# Скобелл, Уокер
Уокер Скобелл (англ. Walker Scobell; род. 5 января 2009, Верджиния-Бич, Виргиния) — американский актёр. Он снялся в комедийных боевиках 2022 года «Проект „Адам“» и «Секретная штаб-квартира». В 2023 году он начал играть главного героя Перси Джексона в фэнтезийном сериале «Перси Джексон и Олимпийцы».

## Личная жизнь
Скобелла воспитывали его мать Хайзер Скобелл и отец Пит Скобелл. У него есть старшая сестра и младший брат. Скобелл жил в Колорадо, пока семья не переехала в Фейрвью, штат Пенсильвания, где выросли его родители. В начальной школе он посещал драматический кружок. Он учился в средней школе Фейрвью и играл в школьной постановке «Мэри Поппинс». Вскоре после этого он посетил актёрский семинар Джона Д’Акино, нанял менеджера и подписал контракт с агентством. Когда он не путешествует и не на съёмочной площадке, он ходит в среднюю школу Фейрвью.

## Карьера
В августе 2020 года Скобелл прошёл прослушивание, чтобы сыграть молодую версию персонажа Райана Рейнольдса в фильме Netflix «Проект „Адам“». Это была его первая актёрская роль, несмотря на то, что на эту роль пробовались сотни детей. Скобелл рассказал интервьюерам, что многократный просмотр фильма «Дэдпул», когда он рос, способствовал его способности подражать Рейнольдсу. Съёмки начались в Ванкувере в ноябре 2020 года и фильм вышел в прокат в марте 2022 года. Скобелл получил похвалу за своё выступление. Как сказал один рецензент: «Взаимодействие Скобелла и Рейнольдса на экране идеально и удивительно наблюдать, как Скобелл изображает идеальную молодую версию Рейнольдса, а Рейнольдс изображает идеальную взрослую версию Скобелла».
Скобелл снялся вместе с Оуэном Уилсоном в «Секретной штаб-квартире». Фильм вышел на Paramount+ в августе 2022 года.
За несколько месяцев до выхода «Проекта „Адам“» Скобелл прошёл прослушивание на роль Перси Джексона в сериале Disney+ «Перси Джексон и Олимпийцы». Автор сериала Рик Риордан сказал, что Скобелл «поразил нас своими записями для прослушивания на роль Перси». О кастинге было публично объявлено несколько месяцев спустя, в апреле 2022 года. Премьера сериала состоялась 20 декабря 2023 года.
В мае 2023 года Скобелл присоединился к актёрскому составу семейной драмы «Blood Knot» режиссёра Роберто Снейдера.

## Фильмография

### Фильмы
| Год  | Название                | Роль             | Примечания     |
| ---- | ----------------------- | ---------------- | -------------- |
| 2022 | Проект «Адам»           | Молодой Адам Рид |                |
| 2022 | Секретная штаб-квартира | Чарли Кинкейд    |                |
| 2025 | Blood Knot              | TBA              | В производстве |
| 2027 | Angry Birds 3 в кино    |                  |                |

### Телевидение
| Год       | Название                  | Роль          | Примечания   |
| --------- | ------------------------- | ------------- | ------------ |
| 2023—н.в. | Перси Джексон и Олимпийцы | Перси Джексон | Главная роль |

## Награды и номинации
| Год  | Награда               | Категория      | Работа        | Результат | Примечания |
| ---- | --------------------- | -------------- | ------------- | --------- | ---------- |
| 2022 | MTV Movie & TV Awards | Лучшая команда | Проект «Адам» | Номинация | [ 23 ]     |

1. ↑  Совместно с Райаном Рейнольдсом